# Giovanni Falcone
Giovanni Falcone (ur. 18 maja 1939 w Palermo, zm. 23 maja 1992 w Capaci) – włoski sędzia śledczy, znany z bezkompromisowej walki z mafią sycylijską. Zginął w zamachu bombowym.

## Życiorys
Po odbyciu służby wojskowej i ukończeniu akademii morskiej trafił na studia prawnicze. Po ich ukończeniu rozpoczął karierę w wymiarze sprawiedliwości. W 1964 został pretorem – szeregowym sędzią Lentini w prowincji Syrakuzy. Od 1968 pracował w prokuraturze w Trapani, w 1974 przeniesiony został do Palermo do wydziału sędziów śledczych.
Od 1980 brał udział w dochodzeniach i przygotowaniu procesów czołowych mafiosów i wespół z sędzią Rocco Chinnicim dotarł w śledztwie aż do szczebla CUPOLI – (komisja mafii sycylijskiej utworzona w 1957 roku na wzór Komisji Syndykatu). Odkrył kulisy walki klanów w Palermo rozpoczętej w 1981 roku, która przeszła do historii jako wielka wojna klanów oraz zdobył dowody istnienia w mafii tzw. trzeciego poziomu, czyli powiązań z wybitnymi uczestnikami życia politycznego i gospodarczego, którzy czerpią zyski ze współpracy ze zorganizowaną przestępczością i udzielają jej pomocy.
Po zamordowaniu sędziego Rocco Chinniciego przez mafię (29 lipca 1983), Falcone stanął na czele sztabu antymafijnego, składającego się z siedmiu sędziów śledczych. Sztab ten doprowadził do tzw. Maksiprocesu – największego w historii państwa włoskiego procesu wymierzonego w zorganizowaną przestępczość; akt oskarżenia przygotowało pięciu z nich.
To właśnie po rozmowie z Falcone (w roku 1984, w rok po ekstradycji z Brazylii), jeden ze skruszonych mafiosów (pentiti), Tommaso Buscetta, poprzysiągł zniszczyć mafię swoimi zeznaniami.
Buscetta miał powiedzieć do sędziego: Niech pan uważa! Najpierw spróbują zgładzić mnie, a potem rzucą się na pana, aż wreszcie im się to uda.
W marcu 1981 Giovanni Falcone został dyrektorem Wydziału Spraw Karnych Ministerstwa Sprawiedliwości w Rzymie. 
Jako jeden z niewielu śledczych uderzył w najczulszy punkt mafii sycylijskiej – konta bankowe. Potrafił odróżnić brudne od czystych pieniędzy.
Prowadzone z jego udziałem razem z amerykańskimi agentami operacje: „Pizza Connection” (proces trwał od 24 października 1985 do 2 marca 1987), „Żelazna wieża” (1988) oraz „Pilgrin” doprowadziły do zatrzymania, a następnie skazania znaczących członków Cosa Nostra.
Już w 1983 w trakcie śledztwa wyszło na jaw, że klan Corleone przyjął plan zamordowania Giovanniego Falcone. 21 marca 1989 doszło do pierwszego, nieudanego zamachu; groził mu wybuch 50-kilogramowej bomby podłożonej w jego nadmorskiej willi, którą jednak zauważyła jego ochrona. Bomba była umieszczona w torbie firmowej Adidasa.
Mafia dopięła swego trzy lata później. Mimo podjętych szczególnych środków ostrożności (lot samolotem i sam przejazd autostradą miał być utajniony) nie udało się skutecznie ochronić sędziego.

## Zamach
23 maja 1992 zginął w zamachu bombowym na autostradzie koło Capaci (razem z żoną Francescą Morvillo, także sędzią, oraz z policjantami z pierwszego auta kolumny, pod którym wybuchł ładunek). Mafia podłożyła silną bombę na odcinku autostrady, którym miał podróżować Falcone, zaminowując wręcz prawie 100-metrowy jej odcinek (ok. 350 kg materiałów wybuchowych). Zamach okazał się skuteczny, pomimo że w momencie wybuchu samochód, którym poruszał się Falcone, jechał z prędkością 160 km/h. 
Zamachem kierował prawdopodobnie Micheangelo La Barbera na zlecenie Salvatore Riiny i Giovanniego Brusca. La Barbera był członkiem Cupoli i został aresztowany w grudniu 1994.

## Upamiętnienie

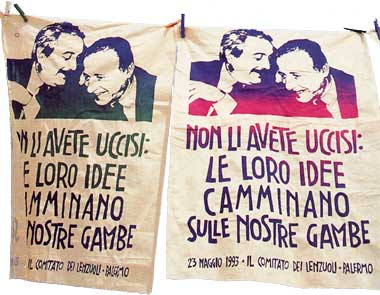
Giovanni Falcone i Paolo Borsellino

Imię Giovanniego Falcone oraz jego dobrego przyjaciela, innego sędziego walczącego z przestępczością zorganizowaną – Paolo Borsellino stało się symbolem bezkompromisowej walki z mafią. Zapoczątkowali oni i dali przykład walki, która trwa do dziś.
Na pamiątkę tych wydarzeń lotnisko w Palermo zostało nazwane lotniskiem Falcone-Borselino.
23 maja, w kolejne rocznice śmierci sędziego Falcone, obchodzony jest Dzień Wymiaru Sprawiedliwości. Inicjatorem ustanowienia obchodów Dnia Wymiaru Sprawiedliwości jest Stowarzyszenie „Europejscy Sędziowie i Prokuratorzy dla Demokracji i Wolności” MEDEL, a w Polsce Stowarzyszenie Sędziów Polskich „Iustitia”.
Słynne stało się jego powiedzenie zapożyczone ze sztuki Juliusz Cezar Szekspira: Ci, którzy się boją, umierają codziennie. Ci, którzy się nie boją, umierają tylko raz.
Życie sędziego stało się podstawą filmów Sędzia Falcone (ang. tytuł „Excellent Cadavers”, 1999), biograficznego Giovanni Falcone (1993) oraz  książki Leszka Szymowskiego pt. Vendetta opisująca kulisy spisku na życie sędziego Falcone. 
Paolo Borsellino powiedział kiedyś do Falcone: Daj mi szyfr do swego sejfu. Bo jak go otworzymy, gdy cię zabiją?. Niecałe dwa miesiące po śmierci Falcone, Borsellino również zginął w zamachu bombowym.